# グローバルシェア
グローバルシェア株式会社は、福島県郡山市に本社を構え建機リース会社に特化した自走回送業務および軽貨物輸送業務を主軸に全国展開している企業。サービスブランド名は「困声応」（こんせいおう）

## 企業概要
建機リース会社の保有する建機車両の自走回送サービスおよび軽貨物輸送専門サービス会社として2014年8月、福島県郡山市麓山1丁目6番12号で創業。全国の建機リース会社の急な困った声に即応するを掲げ業績を拡大。2019年5月に郡山富田駅前に自社物件を取得し2020年6月に現在の本社所在地である福島県郡山市富田東5丁目14番地GS郡山富田駅前本社ビルに移転した。

## 沿革
2014年グローバルシェア株式会社を創業。建機リース会社に特化した自走回送業務および軽貨物輸送業務開始。
2018年福島県郡山市大町1丁目9番13号HD郡山大町ビル9Fへ本社移転。
2020年6月22日自社物件竣工により福島県郡山市富田東5丁目14番地GS郡山富田駅前本社ビルへ本社移転。